# Provincia Markazi
 Provincia Markazi  (persană : استان مرکزی) este una din cele 30 de provincii ale Iranului, situată în vestul țării, având capitala la Arak. Populația sa este estimata la 1,35 milioane locuitori și are o suprafață de 29.130 km². Frontierele actuale ale provinciei datează din 1980, când provincia a fost divizată între, ceea ce este acum provincia Markazi și provincia Tehran, din care părți au fost anexate provinciei Esfahan, provinciei Semnan și provinciei Zanjan.

Principalele orașe ale provinciei sunt : Saveh, Arak, Mahallat, Khomein, Delijan, Tafresh, Ashtian, și Shazand.